# うそつきケイティ
『うそつきケイティ』(Katy Lied)は、スティーリー・ダンが1975年3月にABCレコードからリリースした4作目のアルバム。

## 評価
このアルバムはゴールドアルバムに選ばれ、チャート13位に入賞したものの、メンバーのドナルド・フェイゲンとウォルター・ベッカーは、設備の機能不良による音質の低下に不満をもっており、アルバム完成時に聞くことを拒絶している。メンバーのデニー・ダイアスによると、この機能不良は特にA面5曲目の「ドクター・ウー」の冒頭部で顕著であり、注意深く聞くと、サクソフォーンがまるで何の感慨もないように聞こえるという。とはいえ、現在このアルバムはフェイゲンとベッカーの最も重要な作品のひとつと見なされている。

## タイトルとジャケット
アルバムタイトル名「Katy Lied」はA面5曲目「ドクター・ウー」の歌詞が由来であり、ジャケットに映る虫はキリギリス（英名 katydids）である。

日本語タイトルについて、1975年の日本初発売時には「嘘つきケイティ」の表記であったが、1976年の再発売から1980年代末まで「うそつきケティ」と表記されていた。

1990年代以降の再発売では「うそつきケイティ」の表記になっている。

## 収録曲
| 全作曲: Walter BeckerとDonald Fagen。 |                                                                                      |       |                             |      |
| #                                     | タイトル                                                                             | 作詞  | 作曲・編曲                  | 時間 |
| 1.                                    | 「ブラック・フライデー」(Black Friday)                                               |       | Walter BeckerとDonald Fagen | 3:33 |
| 2.                                    | 「バッド・スニーカーズ」(Bad Sneakers)                                               |       | Walter BeckerとDonald Fagen | 3:16 |
| 3.                                    | 「可愛いローズ」(Rose Darling)                                                       |       | Walter BeckerとDonald Fagen | 2:59 |
| 4.                                    | 「親父の嫌いなニューヨーク・シティ」(Daddy Don't Live in That New York City No More) |       | Walter BeckerとDonald Fagen | 3:12 |
| 5.                                    | 「ドクター・ウー」(Doctor Wu)                                                        |       | Walter BeckerとDonald Fagen | 3:59 |
| 6.                                    | 「エブリワンズ・ゴーン・トゥ・ザ・ムービーズ」(Everyone's Gone to the Movies)        |       | Walter BeckerとDonald Fagen | 3:41 |
| 7.                                    | 「ユア・ゴールド・ティースII」(Your Gold Teeth II)                                   |       | Walter BeckerとDonald Fagen | 4:12 |
| 8.                                    | 「チェイン・ライトニング」(Chain Lightning)                                          |       | Walter BeckerとDonald Fagen | 2:57 |
| 9.                                    | 「エニー・ワールド」(Any World (That I'm Welcome To) )                               |       | Walter BeckerとDonald Fagen | 3:56 |
| 10.                                   | 「スロウ・バック・ザ・リトル・ワンズ」(Throw Back the Little Ones)                   |       | Walter BeckerとDonald Fagen | 3:11 |
| 合計時間:                             | 合計時間:                                                                            | 34:56 |                             |      |

## レコーディング・メンバー

### スティーリー・ダン
- ドナルド・フェイゲン - ピアノ、キーボード、ボーカル
- ウォルター・ベッカー - ベース、ギター、ボーカル
- デニー・ダイアス - ギター

### スタジオ・ミュージシャン
- ハル・ブレイン - ドラムス
- ラリー・カールトン - ギター
- リック・デリンジャー - ギター
- ウィルトン・フェルダー - ベース
- ヴィクター・フェルドマン - パーカッション、キーボード、ヴィブラフォン
- ジミー・ハスケル - ホーン
- マーナ・マシューズ - ボーカル、バックグラウンドボーカル
- シャーリー・マシューズ - ボーカル、バックグラウンドボーカル
- ヒュー・マクラッケン - ギター
- マイケル・マクドナルド - ボーカル、バックグラウンドボーカル
- マイケル・オマーティアン - ピアノ、キーボード
- デイヴィッド・ペイチ - ピアノ、キーボード
- ディーン・パークス - ギター
- ビル・パーキンス - ホーン
- ジェフ・ポーカロ - ドラムス、ドロフォン
- チャック・レイニー - ベース
- エリオット・ランドール - ギター
- キャロライン・ウィリス - ボーカル、バックグラウンドボーカル
- フィル・ウッズ - ホーン（サクソフォーンなど）、ボーカル

## 制作
- プロデューサー：ゲイリー・カッツ
- エンジニア：ロジャー・ニコルズ